# Turritella gemmata
Turritella gemmata là một loài ốc biển, là động vật thân mềm chân bụng sống ở biển thuộc họ Turritellidae.

## Phân bố
Loài này có ở Cocobeach to Libreville (Gabon)